# Cartel
I Cartel sono un gruppo pop punk/emo statunitense formato da 5 musicisti provenienti da Conyers, Georgia.

## Storia
Il gruppo è stato fondato nel 2003.
Dopo l'EP di debutto, The Ransom, uscito nel 2004, il gruppo ha pubblicato tre album: Chroma l'anno successivo, Cartel nel 2007 e Cycles nel 2009. Inoltre i Cartel hanno fatto una cover di uno dei brani più famosi degli Oasis, Wonderwall.

## Formazione
- Kevin Sanders
- Ryan Roberts
- Joseph Pepper
- Will Pugh
- Jeff Lett
- Nic Hudson

## Discografia

### Album in studio
| Anno | Titolo | Etichetta         | Classifiche   | Classifiche     | Classifiche            |
| Anno | Titolo | Etichetta         | Billboard 200 | Top Heatseekers | Top Independent Albums |
| ---- | ------ | ----------------- | ------------- | --------------- | ---------------------- |
| 2005 | Chroma | Militia           | 140           | 2               | 38                     |
| 2007 | Cartel | Universal/Mercury | 20            |                 |                        |
| 2009 | Cycles | Wind-up           |               |                 |                        |

### EP
- 2004 - The Ransom (Militia)

### Singoli
| Anno | Titolo   | Etichetta | Classifiche       | Classifiche | Classifiche     | Classifiche       | Classifiche           |
| Anno | Titolo   | Etichetta | Hot Digital Songs | Pop 100     | Pop 100 Airplay | Top 40 Mainstream | The Billboard Hot 100 |
| ---- | -------- | --------- | ----------------- | ----------- | --------------- | ----------------- | --------------------- |
| 2005 | Cartel   | Mercury   |                   |             |                 |                   |                       |
| 2006 | Honestly | Militia   | 65                | 55          | 30              | 26                | 89                    |
| 2007 | Lose It  | Epic      |                   |             |                 |                   |                       |